# لا بالنغا (أغنية)
لا بالنغا (بالفرنسية: La Balanga)‏ أغنية لفرقة الديسكو الفرنسية بيمبو جت، أنتجتها باثي ماركوني عام 1975. لم تحظ هذه الأغنية بمثل النجاح الباهر الذي حظيت به أغنية إل بيمبو لنفس الفرقة.

### مواضيع ذات علاقة
- بيمبو جت.
- إل بيمبو.
- سفينة الحب.
- حب لحب.

### وصلات خارجية
- استمع للأغنية على يوتيوبعلى موقع YouTube.
- استمع للأغنية على موقع imeem.com.